# Elasmus ekaterinae
Elasmus ekaterinae is een vliesvleugelig insect uit de familie Eulophidae. De wetenschappelijke naam is voor het eerst geldig gepubliceerd in 2010 door Yefremova & Strakhova.